# Paróquia Nossa Senhora Imaculada Conceição
A Paróquia Nossa Senhora da Imaculada Conceição é uma paróquia da Diocese de Presidente Prudente localizada no município de Taciba. A fundação ocorreu em 15 de agosto de 1957 por Dom José Lázaro Neves então bispo da Diocese de Assis.

## Histórico

### Início da comunidade
A filha do pioneiro Francisco Calixto, Maria Cândido Calixto, havia feito uma promessa aos Santos Reis e no caso de ser atendida ela ergueria um cruzeiro em sua propriedade e no dia 06 de janeiro de cada ano organizaria festividades em honra aos Três Reis Magos. Após ter alcançado o objetivo de sua promessa, ela conta com ajuda de seu pai para concretizar a construção da cruz, que por sua vez solicita ao seu vizinho e também pioneiro Amâncio de Souza a confecção da enorme cruz. Com a ajuda do pioneiro Joaquim Getúlio de Souza a cruz de madeira fica pronta em tempo para as festividades já do próximo ano.
No dia 06 de janeiro de 1922, Francisco Calixto ergue um cruzeiro em suas propriedades, na presença de várias pessoas que participam dessa celebração. Aos poucos esse local tornou-se ponto de referência entre os moradores do povoado, atraindo comércios para os arredores do monumento.
Em 25 de setembro de 1925 foi celebrada a primeira missa pelo padre José Farias, Vigário da extinta paróquia de Conceição de Monte Alegre que era localizada no também extinto município de Conceição de Monte Alegre, essa região nesse período pertencia à Diocese de Botucatu. Em 1930 é construída a primeira capela em honra aos Santos Reis e São Sebastião. As terras para construção foram doadas pelo irmão e por um vizinho do senhor Francisco Calixto para a recém criada Diocese de Assis da qual a região passou a fazer parte.

### Criação da Paróquia
Em 1957 é criada a Paróquia de Taciba por Dom José Lázaro Neves então bispo da Diocese de Assis. Em 1960 com a criação da Diocese de Presidente Prudente a paróquia de Taciba passa a pertencer a essa Diocese. E em 1963 é inaugurada uma nova Igreja Matriz para substituir a capela que já havia sido aumentada em 1936. A Paróquia havia sido inicialmente dedicada a São Miguel Arcanjo, mas por determinação de Dom José Gonçalves da Costa, segundo bispo da Diocese de Presidente Prudente, teve o nome do padroeiro alterado para Nossa Senhora da Imaculada Conceição.

### Dias Atuais
Em 1994 iniciou-se outra ampliação que perdura até os dias atuais. Além da igreja foi construída uma nova capela dedicada a Divina Misericórdia.

## Lista de padres que atuaram na paróquia
| Nº | Padre                           | Localidade                                                         | Período de atuação      |
| -- | ------------------------------- | ------------------------------------------------------------------ | ----------------------- |
| 1  | Pe. José Farias                 | Vigário da paróquia de Conceição do Monte Alegre                   | Período anterior a 1925 |
| 2  | Pe. José Maria Martinez Sarrion | Pároco de São Sebastião Presidente Prudente                        | Período após 1925       |
| 3  | Pe. Homero Alicata              | Vigário de Anhumas                                                 | 1936 - 1938 (02 anos)   |
| 4  | Pe. Antônio Mendes Correia      | Vigário de Anhumas                                                 | 1938                    |
| 4  | Pe. Hilário Pierik              | Vigário de Anhumas e Pirapozinho                                   | 1947 - 1949 (02 anos)   |
| 5  | Pe. Orlando Luiz Gazzola        | Pároco de Anhumas e Adm. Paroquial de Taciba                       | 1956 - 1976 (20 anos)   |
| 6  | Pe. João Sometti                | Pároco de Anhumas e Taciba                                         | 1976 - 1986 (10 anos)   |
| 7  | Pe. Pio Nicolis,CSS             | Pároco de Anhumas e Taciba                                         | 1986 - 1989 (03 anos)   |
| 8  | Pe. Antônio Ilário Felici       | Pároco de Anhumas, Taciba e Reitor do Seminário                    | 1992 - 1993 (01 ano)    |
| 9  | Pe. Ivair Gentil Zancheta       | Pároco de Anhumas, Taciba e São Paulo Apóstolo Presidente Prudente | 1993 - 2004 (11 anos)   |
| 10 | Pe. Sílvio Costa de Oliveira    | Pároco de Anhumas e Taciba                                         | 2004 - 2009 (05 anos)   |
| 11 | Pe. Nivaldo Vitorino            | Antes como Diácono e depois como Vigário de Taciba                 | 2007 - 2008 (01 ano)    |
| 12 | Pe. Gerisvaldo Silva Viana      | Pároco de Taciba                                                   | 2009 - 2015 (06 anos)   |
| 13 | Pe. Paulo César da Costa        | Pároco de Taciba                                                   | 2016 - 2019 (03 anos)   |
| 14 | Pe. Luiz Ignácio                | Pároco de Taciba                                                   | Atual                   |